# ジョンスメドレー
ジョンスメドレー (John Smedley) は、男性用と女性用のポロシャツやセーターなどのニットウェアを専門とする英国の高級衣料品ブランドである。

## 解説
同社は、製造されたすべての衣服に「メイド・イン・イングランド」タグを適用している。ジョン・スメドレーは1784年以来家業であり続け、現在はスメドレー家の8代目によって管理されている。
歴史的に、ジョン・スメドレーという名前の4世代の男性がダービーシャー州マトロック近くのリー・ミルズを所有していた。これらの中で最も有名なのは、ブランドの同名と考えられているジョン・スメドレー（1803-1874）であった。
ジョン・スメドレー社は30カ国以上で衣料品を販売している。最大の輸出市場は日本である。
英国では、ジョン・スメドレーは紳士服店フランネルズとフェンウィック百貨店で販売されている。
2024年5月7日、イギリス国王チャールズ三世よりロイヤルワラントの指定を受けた。

## 歴史
ミルズは1784年にピーター・ナイチンゲール(フローレンス・ナイチンゲールと元会計士とリチャード・アークライトの関係)とジョン・スメドレー(同名のより有名な息子の父)によって設立された。それは、マトロックのすぐ外にあるリー橋の小川にまたがる丘陵地帯に設置された。小川はきれいな糸と電力機械の両方に使用された。
ミルは、ハンドフレーム織機で地元のコテージに送り出すために、モスリンと紡績綿の生産に特化している。18世紀の終わりに向かって、同社は編み物や靴下の製造を含むように活動を拡大した - ロングジョンズの起源であると言われている。この時までに、ジョン・スメドレーは単独で事業を運営していたが、ナイチンゲール家は財産への関心を保持していた。
リー・ミルズは営業しており、今日まで稼働しており、同社のデザイナーニットウェアを製造しているため、ジョン・スメドレーは世界で最も長く続いている工場メーカーであると主張している。
ジョン・スメドレーの息子、ジョン・スメドレーとも呼ばれ、1803年6月12日に生まれた。

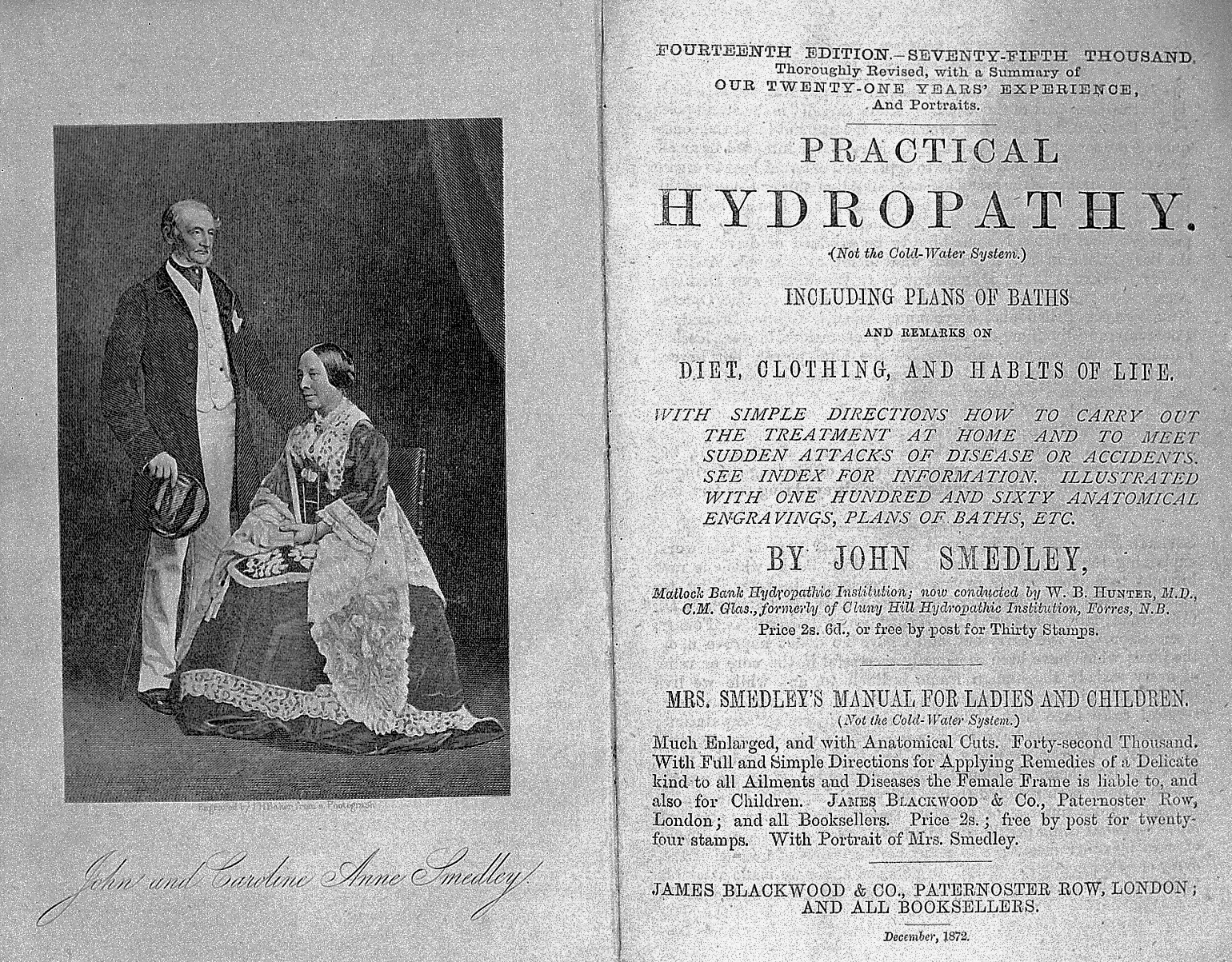
ハイドロパシーに関する著書の中のジョンとキャロライン・スメドレー夫妻。クレジット：Wellcome Library

1819年、若いジョン・スメドレーは見習いとして働き始めた。1825年、彼は工場の運営を引き継ぎ、その事業の精力的な拡大を開始した。当時の工場はすでに綿からウール、そして単純な織物から編み物へと多様化していた。
Smedley the youngerの計画は、単に布を製造するのではなく、幅広い完成品を生産することであった。
1847年、彼はウィルクスワースの牧師ジョン・ハーワードの次女キャロライン・ハーワードと結婚した。
スメドレーの成功と富の増加は、他の壮大なプロジェクトを可能にした。彼はハイドロセラピーに興味を持ち、世界中から常連客を集めたスパリゾートであるマトロックにスメドレーのハイドロを建設した。家族の家として、彼はまた、マトロックを見下ろす丘の上に巨大で派手なリバー城を建てた。これは現在、ダービーシャーで最も有名なランドマークの1つである。
スメドレーは1874年7月27日に亡くなり、彼の死後、ビジネスはいとこのジョン・T・マースデン・スメドレーに引き継がれ、そこからジョン・B・マースデン・スメドレーに引き継がれた。1893年、その事業は有限会社になった。